# Майкеев, Мурат Жалелович
Мурат Жалелович Майкеев (каз. Мұрат Жәлелұлы Майкеев; 9 ноября 1959, Актюбинск, Казахская ССР, СССР) — казахский военачальник. Первый заместитель министра обороны — начальник Генерального штаба Вооружённых сил Республики Казахстан (2016—2019), генерал-лейтенант (2011).
Главнокомандующий Сухопутными войсками Вооружённых сил Республики Казахстан (2010—2016), командующий аэромобильными войсками Вооружённых сил Республики Казахстан (2003—2009).

## Биография
Родился 9 ноября 1959 года в г. Актюбинск.
В 1980 году окончил Алма-Атинское высшее общевойсковое командное училище.
Офицерскую службу начал командиром мотострелкового взвода. В дальнейшем проходил службу на должностях командира мотострелковой роты, начальника штаба — заместителя командира мотострелкового батальона, командира мотострелкового батальона.
В 1994 году окончил командный факультет Военной академии имени М. В. Фрунзе и назначен на должность начальника отделения планирования и контроля отдела боевой подготовки бригады Республиканской гвардии. В дальнейшем проходил службу на должностях командира батальона обеспечения, заместителя командира бригады — начальника отдела боевой подготовки, командира полка Республиканской гвардии.
С февраля 1998 года проходил службу в должности заместителя командира мотострелковой дивизии. В ноябре 2000 года назначен командиром мотострелковой дивизии.
В марте 2002 года назначен начальником Департамента воспитательной и социально-правовой работы Министерства обороны Республики Казахстан.
В сентябре 2003 года распоряжением главы государства назначен командующим Аэромобильными войсками Вооружённых сил Республики Казахстан.
В августе 2009 года назначен на должность заместителя председателя комитета начальников штабов по боевой подготовке.
С 11 марта 2010 года Указом президента Республики Казахстан назначен главнокомандующим Сухопутными войсками Вооружённых сил Республики Казахстан.
7 мая 2011 года приказом президента РК присвоено воинское звание «генерал-лейтенант».
28 июня 2014 года окончил Факультет Генерального штаба Военной академии Республики Беларусь с золотой медалью.
С 15 сентября 2016 года распоряжением главы государства назначен Первым заместителем министра обороны — начальником Генерального штаба ВС РК.
5 апреля 2019 года распоряжением главы государства генерал-лейтенант Мурат Жалелович Майкеев освобождён от должности первого заместителя министра обороны Республики Казахстан — начальника Генерального штаба Вооружённых сил Республики Казахстан в связи с переходом на другую работу.
В октябре 2022 года назначен начальником Специализированного лицея для одарённых детей "Арыстан"

## Награды
- Орден За службу Родине в Вооружённых Силах СССР 3 степени
- Орден «Айбын» II степени (2001, за успехи, достигнутые в боевой подготовке, поддержании высокой боевой готовности войск)[7]
- Орден «Данк» I степени (2017)[8]
- Орден «Данк» II степени (2012)[9]
- Медаль «Астана»
- Медаль «10 лет Астане»
- Медаль «За вклад в развитие международного сотрудничества»
- Медаль «За участие в миротворческих операциях»
- Медаль «10 лет Конституции Республики Казахстан»
- Медаль «10 лет Вооружённым силам Республики Казахстан»
- Медаль «20 лет Вооружённым силам Республики Казахстан»
- Медаль «За безупречную службу» 2 и 3 степени
- Медаль «70 лет Вооружённых Сил СССР»
- Медаль «60 лет освобождения Республики Беларусь от немецко-фашистских захватчиков»
- Медаль «5 лет Вооружённым силам Республики Таджикистан»
- Медаль «10 лет Вооружённым силам Республики Таджикистан»
- Медаль Жукова
- Медаль «Генерал армии Маргелов»
- Медаль «За боевое содружество Монгольской народной армии и Советской Армии» (Монгольская Народная Республика)
- Медаль «70 лет создания Воздушно-десантных войск СССР» (Постоянный Президиум Съезда народных депутатов СССР)